# New Balance Indoor Grand Prix
Le New Balance Indoor Grand Prix (anciennement Boston Indoor Games) est une compétition internationale en salle d'athlétisme se déroulant aux ans précédents au Reggie Lewis Track and Athletic Center de Roxbury, aux États-Unis, maintenant au centre d'athlétisme TRACK de Brighton, aussi aux États-Unis. Disputée pour la première fois en 1996, l'épreuve fait partie en 2017 des cinq étapes du World Indoor Tour, circuit de meetings internationaux régi par l'IAAF.

## Records

### Records du monde
Cinq records du monde ou meilleures performances mondiales de tous les temps ont été améliorés lors des Boston Indoor Games :
| Année | Épreuve   | Record         | Athlète                                                                            | Nationalité | Réf.  |
| ----- | --------- | -------------- | ---------------------------------------------------------------------------------- | ----------- | ----- |
| 2000  | 4 × 800 m | 7 min 13 s 94  | Global Athletics & Marketing Joey Woody Karl Paranya Rich Kenah David Krummenacker | États-Unis  |       |
| 2005  | 5 000 m   | 14 min 32 s 93 | Tirunesh Dibaba                                                                    | Éthiopie    |       |
| 2007  | 5 000 m   | 14 min 27 s 42 | Tirunesh Dibaba                                                                    | Éthiopie    |       |
| 2008  | 2 miles   | 9 min 10 s 50  | Meseret Defar                                                                      | Éthiopie    | [ 1 ] |
| 2014  | 4 × 800 m | 7 min 13 s 11  | US All Stars Richard Jones David Torrence Duane Solomon Erik Sowinski              | États-Unis  | [ 2 ] |

### Records du meeting

#### Hommes
| Épreuve          | Record         | Athlète                                                               | Nationalité       | Date             | Réf.  |
| ---------------- | -------------- | --------------------------------------------------------------------- | ----------------- | ---------------- | ----- |
| 60 m             | 6 s 45         | Maurice Greene                                                        | États-Unis        | 7 février 1999   |       |
| 200 m            | 20 s 72        | Bryan Bronson                                                         | États-Unis        | 31 janvier 1997  |       |
| 300 m            | 32 s 67        | Noah Lyles                                                            | États-Unis        | 28 janvier 2017  |       |
| 400 m            | 45 s 85        | Dave Dopek                                                            | États-Unis        | 31 janvier 1997  |       |
| 500 m            | 1 min 01 s 84  | Jarrin Solomon                                                        | Trinité-et-Tobago | 8 février 2014   | [ 3 ] |
| 600 m            | 1 min 15 s 51  | Boris Berian                                                          | États-Unis        | 14 février 2016  | [ 4 ] |
| 800 m            | 1 min 47 s 92  | Rich Kenah                                                            | États-Unis        | 31 janvier 1997  |       |
| 1 000 m          | 2 min 17 s 00  | Matthew Centrowitz                                                    | États-Unis        | 7 février 2015   | [ 5 ] |
| 1 500 m          | 3 min 38 s 15  | Bernard Lagat                                                         | Kenya             | 1er février 2003 |       |
| Mile             | 3 min 51 s 61  | Nick Willis                                                           | Nouvelle-Zélande  | 7 février 2015   | [ 6 ] |
| 3 000 m          | 7 min 32 s 87  | Hagos Gebrhiwet                                                       | Éthiopie          | 2 février 2013   | [ 7 ] |
| 2 miles          | 8 min 16 s 15  | Paul Bitok                                                            | Kenya             | 6 février 2000   |       |
| 5 000 m          | 13 min 11 s 50 | Bernard Lagat                                                         | États-Unis        | 6 février 2010   | [ 8 ] |
| 60 m haies       | 7 s 49         | Terrence Trammell                                                     | États-Unis        | 6 février 2010   | [ 8 ] |
| Saut en hauteur  | 2,29 m         | Brian Brown                                                           | États-Unis        | 20 février 1998  |       |
| Saut à la perche | 6,06 m         | Steven Hooker                                                         | Australie         | 7 février 2009   | [ 9 ] |
| Saut en longueur | 7,80 m         | Fabrice Lapierre                                                      | Australie         | 28 janvier 2017  |       |
| Saut en longueur | 7,80 m         | Michel Tornéus                                                        | Suède             | 28 janvier 2017  |       |
| Triple saut      | 16,93 m        | LaMark Carter                                                         | États-Unis        | 20 février 1998  |       |
| Lancer du poids  | 21,66 m        | Adam Nelson                                                           | États-Unis        | 29 janvier 2005  |       |
| 4 × 400 m        | 3 min 05 s 66  | Team Nike                                                             | États-Unis        | 27 janvier 2002  |       |
| 4 × 800 m        | 7 min 13 s 11  | US All Stars Richard Jones David Torrence Duane Solomon Erik Sowinski | États-Unis        | 8 février 2014   |       |

#### Femmes
| Épreuve          | Record         | Athlète          | Nationalité   | Date             | Réf.   |
| ---------------- | -------------- | ---------------- | ------------- | ---------------- | ------ |
| 60 m             | 7 s 07         | Murielle Ahouré  | Côte d'Ivoire | 2 février 2013   | [ 10 ] |
| 200 m            | 22 s 99        | Muna Lee         | États-Unis    | 29 janvier 2005  |        |
| 300 m            | 36 s 25        | Natasha Hastings | États-Unis    | 14 février 2016  |        |
| 400 m            | 51 s 88        | Natasha Hastings | États-Unis    | 5 février 2011   |        |
| 800 m            | 1 min 57 s 79  | Jolanda Čeplak   | Slovénie      | 27 janvier 2002  |        |
| 1 000 m          | 2 min 35 s 29  | Regina Jacobs    | États-Unis    | 6 février 2000   |        |
| 1 500 m          | 3 min 59 s 98  | Regina Jacobs    | États-Unis    | 1er février 2003 |        |
| Mile             | 4 min 27 s 90  | Lindsey Gallo    | États-Unis    | 7 février 2009   |        |
| 2 000 m          | 5 min 35 s 46  | Dawit Seyaum     | Éthiopie      | 7 février 2015   |        |
| 3 000 m          | 8 min 30 s 05  | Meseret Defar    | Éthiopie      | 29 janvier 2005  |        |
| 2 miles          | 9 min 10 s 50  | Meseret Defar    | Éthiopie      | 26 janvier 2008  | [ 11 ] |
| 5 000 m          | 14 min 27 s 42 | Tirunesh Dibaba  | Éthiopie      | 27 janvier 2007  |        |
| 60 m haies       | 7 s 85         | Gail Devers      | États-Unis    | 31 janvier 2004  |        |
| Saut en hauteur  | 1,95 m         | Chaunte Howard   | États-Unis    | 28 janvier 2006  |        |
| Saut à la perche | 4,88 m         | Jennifer Suhr    | États-Unis    | 4 février 2012   | ,      |
| Saut à la perche | 4,88 m         | Jennifer Suhr    | États-Unis    | 14 février 2016  |        |
| Saut en longueur | 6,67 m         | Tori Bowie       | États-Unis    | 6 février 2014   | [ 14 ] |
| Triple saut      | 14,01 m        | Patrícia Mamona  | Portugal      | 28 janvier 2017  | [ 15 ] |